# Leucanitis kabylaria
Leucanitis kabylaria là một loài bướm đêm trong họ Noctuidae.